# K'tan
Pour l’article ayant un titre homophone, voir Catane (homonymie).
K'tan est un groupe grenoblois au style pop-rock. Le groupe a été formé en 2003. Le nom de scène du groupe provient d'un pont grenoblois (le pont de Catane) près duquel vivaient les deux fondateurs du groupe (Matthieu et Serge Richard). Ses influences sont très variées, allant de Led Zeppelin, Noir Désir, en passant par Ben Harper, Massive Attack, Radiohead et bien d'autres....

## Biographie
C'est en 2003 que deux amis d'enfance (Matthieu, texte/guitare/chant; et Serge Richard, basse) habitant près du pont de Catane à Grenoble, décident de réunir leur passion pour la musique afin de monter un groupe tendance rock français.

Très vite Matthieu Jacob (violoniste), ayant déjà eu une expérience avec un groupe de musique, « Trip » (groupe ou Matthieu est lui aussi passé)  rejoint le duo, emmenant et créant un mélange de style apporté par la sensibilité du violon se confrontant à des lignes de basses très funk.
Juin 2003 voit l’arrivée de Arnauld Duval (normand d’origine) qui à son tour influença le trio par des rythmiques teintées de jazz/rock.
En 2004 Matthieu délaisse sa guitare et s’adonne exclusivement au chant « par choix stratégique » et c’est en 2005 que le dernier arrivé du groupe, Guillaume Vannson et sa guitare électrique, donne à K’tan le véritable souffle rock tant attendu.
Le groupe est lauréat du TREMA (TREmplin des Musiques Actuelles) de Voiron en 2006 (organisé par la municipalité et le Grand Angle de Voiron) lui permettant de se faire connaître et de multiplier les dates. En avril 2006, le quintette se produit en première partie de K2R Riddim et de Superbus début 2007.
Grâce à ce tremplin le groupe put  ainsi enregistrer son premier album (8 titres), sous la houlette de Christian Hierro (Kaolin, Dionysos), qui sortit dans les bacs en février 2007 en Isère.
Enfin depuis début 2008, K’tan a composé le premier hymne officiel du club de football de Grenoble, Ensemble au sommet, reprenant ainsi en partie la devise du club Ensemble, gagnons les sommets.
Fin 2008 Raphaël Di Bartolomeo remplace Arnauld Duval à la batterie, et le groupe entre en composition de son prochain CD qui devrait sortir pour l'été 2010.
Début 2010, Raph décidant de se consacrer à d'autres projets, c'est Marc Bohnke qui le remplace à la batterie, pour relancer ue série de concerts.

## Discographie
- Premier album : K'tan (8 titres) 2007

- Single : Ensemble au sommet (contient le titre Ensemble au somment + le titre Les Moissonneurs d'Arles + le clip Il neige dans mon désert), 2008
- EP : Tian'an men (5 titres), 2010

## Récompense
- Victoire du tremplin TREMA à Voiron (38) en 2006
- Victoire au Pop Rock Tour 2007 de RTL2